# Unlock!
 (mai 2024).
Si vous disposez d'ouvrages ou d'articles de référence ou si vous connaissez des sites web de qualité traitant du thème abordé ici, merci de compléter l'article en donnant les références utiles à sa vérifiabilité et en les liant à la section « Notes et références ».
Unlock! est une série de jeux de société coopératifs inspirée des jeux d'évasion créé par Cyril Demaegd, publié par Space Cowboys et distribué par Asmodee. 
Le premier opus est sorti en France en février 2017, et a remporté l’As d’Or – Jeu de l’année au Festival des jeux de Cannes le 23 février 2017,. La formule a depuis été déclinée en de nombreux coffrets, proposant chacun trois scénarios différents prévus pour durer autour de 60 min chacun.

## Principe de jeu
Les joueurs ont pour objectif de résoudre un scénario proposé par le jeu dans un temps imparti (généralement 60 min), nécessitant typiquement de résoudre des énigmes et d'explorer un monde imaginaire. Le scénario est représenté par des cartes numérotées représentant des lieux, des objets ou des personnages, que les joueurs sont amenés à récupérer dans un certain ordre, les énigmes ou les combinaisons de plusieurs cartes permettant d'obtenir le numéro de la carte suivante. Les coffrets peuvent également contenir des accessoires spécifiques à chaque scénario. 
Le jeu utilise également une application, avec laquelle les joueurs doivent régulièrement interagir, comme par exemple : pour rentrer des codes, actionner des mécanismes, écouter des sons, etc. Elle permet également le décompte du temps et peut être utilisée pour obtenir des indices. L'application permet enfin de calculer le score final à la fin de la partie. 
Le jeu est prévu pour être joué en solo ou en coopération à plusieurs. 
Les scénarios sont réutilisables par d'autres joueurs par la suite, mais le jeu est jouable le matériel n'étant pas altéré.

## Séries de jeux de société

### Série originale
- 2017 - Escape Adventures - Cyril Demaegd, Alice Carroll, Thomas Cauet
- 2017 - Mystery Adventures - Cyril Demaegd, Fabrice Mazza, Arnaud Ladagnous, Sébastien Pauchon, Billy Stevenson
- 2017 - Secret Adventures - Thomas Cauet, Arch Stanton, Lewis Cheshire
- 2018 - Exotic Adventures - Cyril Demaegd, Germain Winzenschtark
- 2019 - Heroic Adventures - Vincent Goyat, Dave Neale, Thomaes Cauet, Cyril Demaegd, Mathieu Casnin
- 2019 - Timeless Adventures - Guillaume Montiage, Aristide Bruyant, Yohan Servais
- 2019 - Epic Adventures - Mathieu Casnin, Luna Marie, Guilaine Didiern, Gabriel Dumerin, Théo Rivière
- 2020 - Mythic Adventures - Jérémy Fraile, Yohan Servais, Cyril Demaegd, Vincent Goyat
- 2021 - Game Adventures - Thomas Cauet, Mathieu Casnin, Jeremy Koch
- 2021 - Legendary Adventures - Dave Neale, Marion du Faouët, Cyril Demaegd, Mathieu Casnin
- 2022 - Extraordinary Adventures - Thomas Cauet, Mathieu Casnin, Jeremy Koch
- 2023 - Supernatural Adventures - Renaud Chaillat, Mathieu Casnin, Jack Gitz
- 2024 - Risky Adventures - Lewis Trondheim, Pierre Chabosy, Cyril Demaegd, Julien Jovis, Romain Pujol, Mathieu Casnin

### Unlock! Short adventures
- 2022 - Panique en Cuisine !
- 2022 - Les Secrets de la Pieuvre
- 2022 - Le Vol de L'Ange
- 2022 - Le Réveil de la Momie
- 2022 - Le Donjon de Doo-Arann
- 2022 - A la poursuite de Cabrakan
- 2023 - Red Mask
- 2023 - Meurtre à Birmingham
- 2023 - Le Chat de M. Schrödinger
- 2024 - Dans la tête de Sherlock Holmes
- 2025 - Le Chant des Embruns

### Version enfant - Unlock! kids
- 2021 - Histoires de Détectives
- 2022 - Histoires d'Époques
- 2023 - Histoires de Légendes
- 2024 - Histoires de l'île d'Emeraude

## Produits dérivés

### Livres jeu
- 2022 - Échappez-vous de la Tour Eiffel
- 2024 - Échappe-Toi De La Prison !
- 2024 - Mission pyramide
- 2023 - Les Vacances de Noside

## Récompenses
| Année | Cérémonie            | Catégorie      | État        | Références |
| ----- | -------------------- | -------------- | ----------- | ---------- |
| 2017  | As d'or              | Jeu de l'année | Récompensé  | [ 7 ]      |
| 2017  | Swiss Gamers Award   | Jeu de l'année | Sélectionné | [ 8 ]      |
| 2017  | Gioco dell'Anno (it) | Jeu de l'année | Sélectionné |            |